# Czerniewice

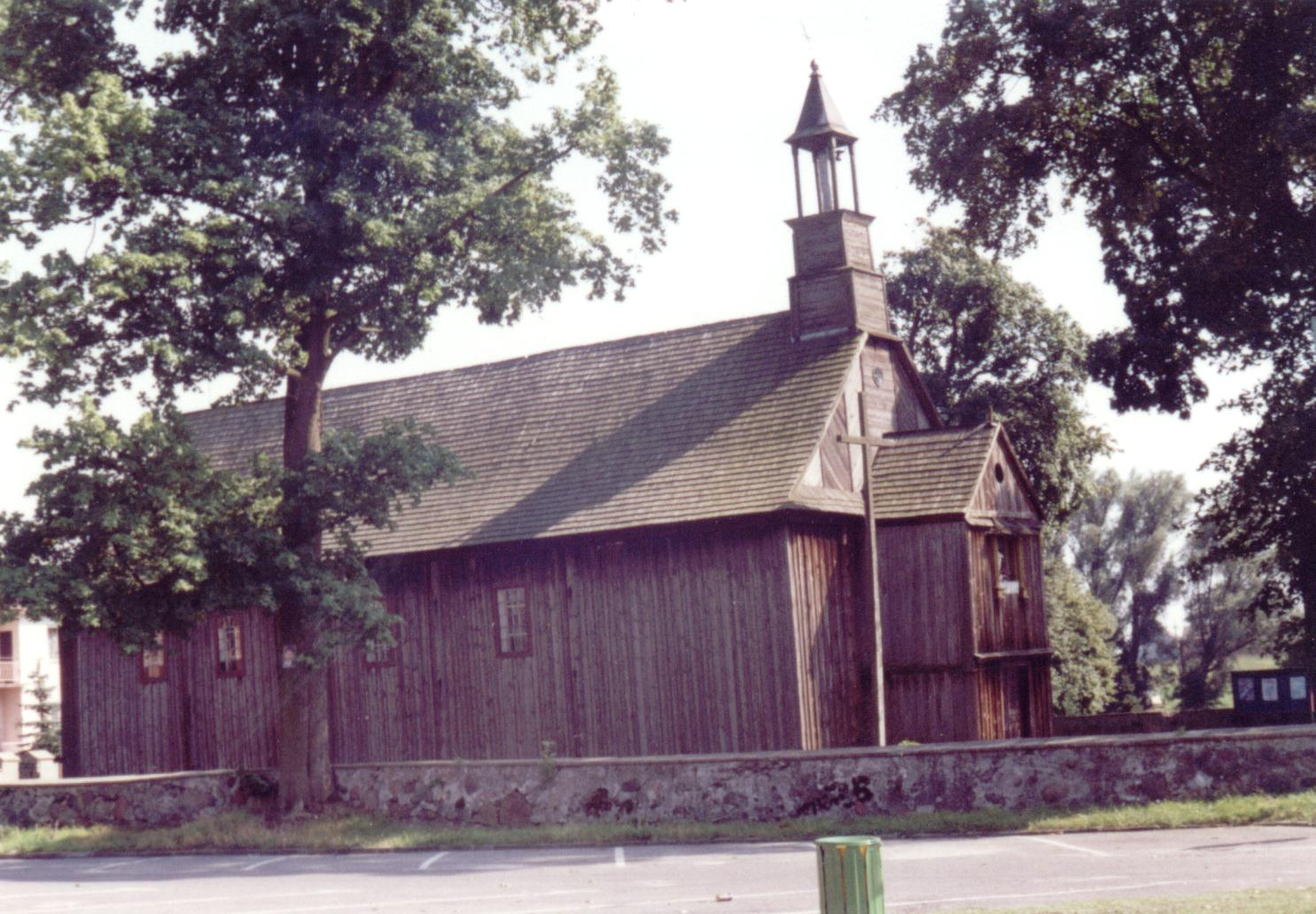
Iglesia vieja en Czerniewice

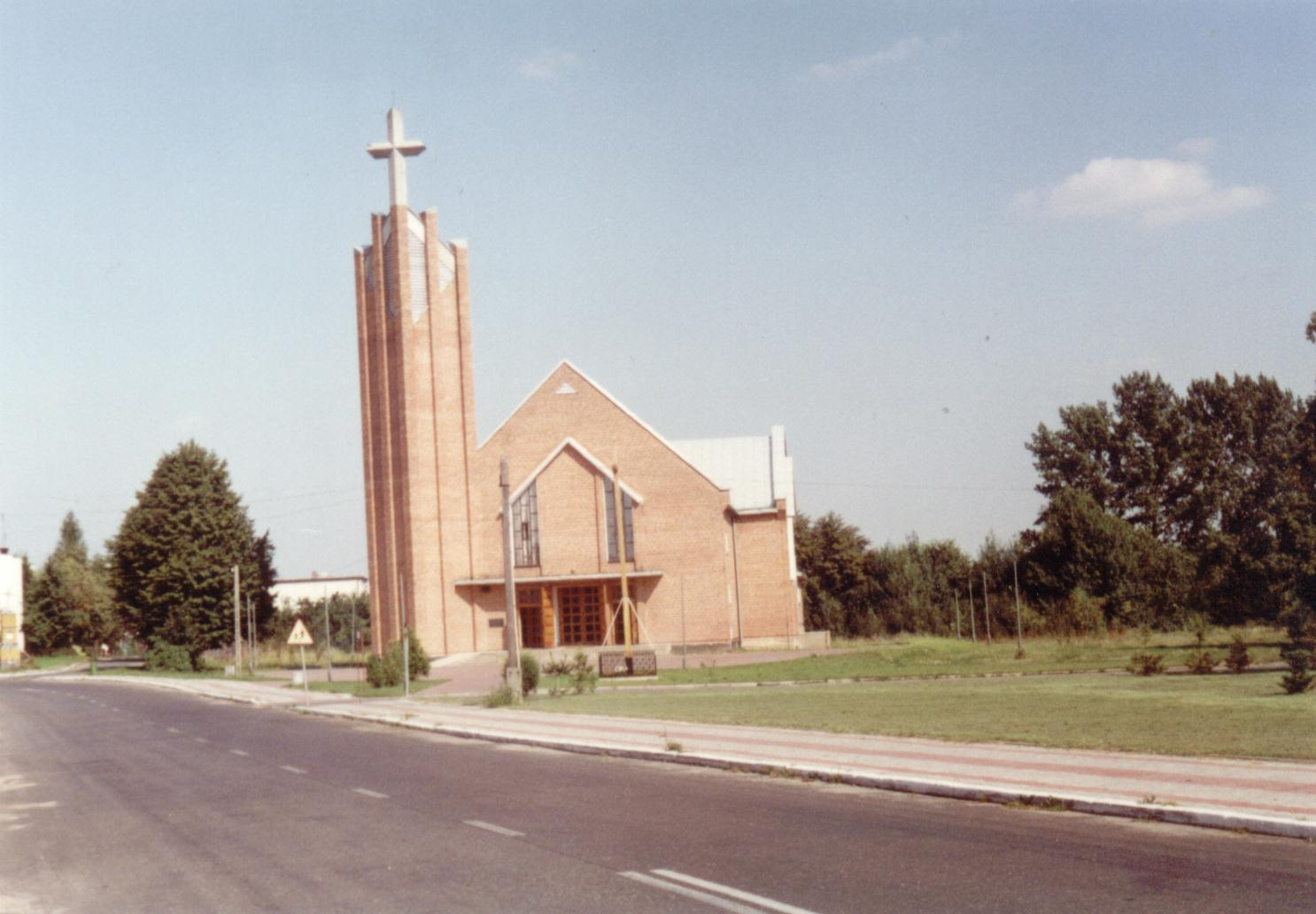
Iglesia nueva en Czerniewice

Czerniewice [pronunciación en polaco: /t͡ʂɛrɲɛˈvit͡sɛ/] es un pueblo ubicado en elCondado de Tomaszów Mazowiecki, Voivodato de Łódź, en Polonia central. Es el asiento del gmina (distrito administrativo) llamado Gmina Czerniewice. Se encuentra en el Río Krzemionka, aproximadamente a 19 kilómetros al noreste de Tomaszów Mazowiecki y a 50 kilómetros al este de la capital regional Łódź. Fue probablemente fundado en el siglo XIV.
En 2004 el pueblo tuvo una población de 730 habitantes.